# Kim's Video
Kim's Video és una pel·lícula documental del 2023 sobre Kim's Video and Music dirigida per	David Redmon i Ashley Sabin.

## Argument
La pel·lícula descriu la història de la botiga, sobretot la seva readquisició i restauració a la ciutat de Nova York després del viatge a Salemi, Itàlia, amb clips de pel·lícules populars i poc vistes que formen part de la col·lecció de vídeos i DVD de Kim juntament amb metratge d'arxiu i entrevistes amb antics empleats com Alex Ross Perry.